# Ferdinand Magellan
Ferdinand Magellan (proljeće 1480. – otok Mactan, 27. travnja 1521.), portugalski pomorac i istraživač. Organizirao je i vodio prvo putovanje oko svijeta 1519. godine i otkrio prolaz između Ognjene Zemlje i Patagonije 1520. godine.

## Životopis

### Rani život
Portugalac Ferdinand ili izvorno Fernão de Magalhães, vjerojatno najveći pomorac u povijesti, rodio se oko 1480. godine u plemićkoj obitelji i mladost je proveo na dvoru.

### Indija
Nakon putovanja Vasca da Game u Indiju i otvaranja tamošnjih trgovačkih puteva za Portugal u Lisabonu se donosi odluka da to nije dovoljno nego se treba stvoriti trgovačko carstvo u kojemu nitko drugi neće imati pravo na trgovinu mirodijama. U skladu s tom novom doktrinom 25. ožujka 1505. godina portugalska ratna flota od 22 broda je krenula na to putovanje. Na jednom od tih brodova se nalazi Ferdinand Magellan koji u svojoj 25. godini kreće na svoju prvu prekomorsku pustolovinu.
Prvi dio putovanja oko Afrike i prisiljavanje tamošnjih vladara je prošlo bez otpora bez ikakve važnosti (najveća "bitka" je bila u Tanzaniji) što se neće ponoviti u Indiji. Tamošnji lokalni vladari su gotovo odmah nakon dolaska Vasca da Game dobili kao saveznike Egipat, Veneciju i Dubrovnik koji su se uplašili gubitka monopola na trgovinu s Indijom. Zahvaljujući toj pomoći ranije prijateljski raspoloženi vladar područja Diu u Indiji se osjetio dovoljno jakim da se ne pokloni Portugalcima što dovodi do bitke kod Diua. U njoj zahvaljujući svojoj hrabrosti u borbi Ferdinand Magellan biva prvi put zapažen. Tijekom sljedećih borbi tijekom ovog portugalskog osvajačkog pohoda će također biti zamijećen što mu donosi unapređenja. Tijekom 1510. godine to će mu napokon donijeti nagradu i titulu kapetana broda. Kada se svojim brodom sljedeće godine usmjerava protivno naređenjima na istok, biva smijenjen i poslan natrag u Portugal.

### Maroko
Od kralja po povratku u domovinu bez obzira na takav nečasni otpust on dobiva mirovinu koju smatra mizernom za živjeti pa kreće s Portugalskom vojskom u ratni pohod na Maroko 1513. godine. Tamo tijekom bitke kod Azamora biva teže ranjen u borbi prsa o prsa. Ovo njegove treće ranjavanje nije kao prethodna dva tijekom ratova u Indiji nevažno pošto će od njega do kraja života šepati. Tijekom ovog pohoda biva optužen za trgovinu s neprijateljem, ali ne čeka presudu nego dezertira i bježi u Lisabon kod kralja da se obrani od optužbi. Protivno njegovim očekivanjima da će biti lijepo dočekan od kralja ovaj ga prisiljava na povratak u Maroko i suočavanje s optužbama. Kako su one kasnije odbačene Magellan napokon dobiva časni otpust iz vojske i vraća se u Lisabon. Tamo ga ponovno dočekuje kralj 1515. godine koji izražava sumnju da će ovaj kapetan dobiti ikada više na zapovjedanje brod svoje države. Dodatni problem za umišljenog Magellana je što on ponovno ne dobiva mirovinu koju zaslužuje nego neku "mizeriju". Sada zahvaljujući svojim poznanstvima koja mu daju bezbroj mogućnosti on počinje razmišljati o izdaji domovine. Prvi korak u tom smjeru postaje nabavljanje informacija iz tajnog portugalskog pomorskog arhiva. Znajući veoma dobro da će mu trebati dodatna pomoć radi uvjeravanja kralja Španjolske Karla V. da mu daruje flotu na upravljanje on pristupa svom prijatelju i pomorskom astronomu Faleiru. Zajedno s njim plan za prolaz kroz državnu administraciju je spreman i on 20. listopada 1517. godine napušta svoju rodnu domovinu u koju više nikada neće stupiti.

### Navigacijski plan
Za razliku od drugih nepoznatih pustolova koji svaki mjesec dolaze na španjolski dvor Magellan je već potvrđeni kapetan koji zahvaljujući također poznatom Faleiru nema problema ostvariti svoje zamisli. Kada na sastanku predlaže da se u Indiju stigne putujući na zapad vjeruju mu čak i oni koji su se nekada protivili Kolumbu. Tijekom izlaganja svojeg prijedloga Magellan slučajno ili namjerno laže obećavajući da bogati otoci pred Indijom spadaju u Španjolsku interesnu sferu po onome kako je papa podjelio svijet. Ta svjesna ili nesvjesna laž rezultira ispunjavanjem svih njegovih želja za ovaj pothvat prve plovidbe oko svijeta. Stvarni problem je bilo samo putovanje pošto je u proračunima Magellan napravio drastičnu pogrešku. Po njegovom razmišljanju prolaz u Tihi ocean su već otkrili Portugalci i on se nalazi kod 40 paralele. Ta greška će stvoriti tijekom putovanja velike probleme ovom istraživaču.

### Traženje prolaza
Najveći šok Magellan će ipak doživjeti kratko vrijeme prije zamišljenog početka ekspedicije kada dolazi kraljeva naredba da u njegovoj floti koja ima veliki broj Portugalaca ne smije ostati više od njih šest. Nakon te naredbe kapetani brodova njegove flote postaju Španjolci što će već tijekom prvog dijela putovanja stvoriti velike probleme. Poslije ove velike smjene posade Magellanova ekspedicija 20. rujna 1519. godine napokon napušta teritorij kontinentalne Španjolske. Tijekom ove prve runde putovanja njegova flota će stati na Kanarskim otocima za posljednje snabdijevanje nakon čega kreće prema Brazilu. 13. prosinca 1519. godine, flota koja se sastoji od brodova San Antonio (najveći), Trinidad (admiralski), Concepcion, Victoria i Santiago (najmanji namijenjen istraživanju plitkih voda) dolazi u zaljev današnjeg grada Ria gdje se snabdijeva trgujući s domorocima. Nakon toga cijela flota kreće uz obalu Amerike prema 40. paraleli gdje se navodno nalazi čuveni prolaz. Taj postavljeni cilj je bio dostignut 10. siječnja 1520. godine kada se pred Magellanom otvara prolaz u koji šalje nekoliko brodova da ga provjere. Vijest koja mu stiže nekoliko dana potom od njih je katastrofalna. Ovo nije bio prolaz u Tihi ocean nego ušće neke velike rijeke (Rio de la Plata). Ova vijest na Magellana djeluje ubitačno. Demoraliziran on sada ne zna što da radi tako da iako flota napušta ušće ove rijeke 2. veljače 1520. godine nastavljajući svoj put prema jugu uz obalu, njegovi kapetani znaju stvarno stanje. Na kraju gotovo fatalna odluka postaje osnivanje grada San Giuliana u današnjoj južnoj Argentini 2. travnja 1520. godine. Pet dana potom 3 od 5 brodova njegove flote se pobunilo i samo zahvaljujući svojoj gotovo suludoj hrabrosti on uspjeva u noćnom napadu povratiti jednog od njih i tako skršiti pobunu (pošto je omjer sada u njegovu korist). Od pobunjenika bio je ubijen samo kapetan broda osvojenog u noćnom napadu dok su druga dvojica kolovođa prepušteni svojoj sudbini na nepoznatoj obali. Sada u ponovno smirenoj situaciji Magellan donosi odluku da prezimi u novoosnovanom gradu i šalje samo brodić Santiago u daljnja istaživanja. Njegov brodolom i preživljavanje posade 22. svibnja 1520. će dodatno uvjeriti Magellana u potrebu čekanja tako da će se San Giuliano napustiti tek 24. kolovoza 1520. godine. Manje od 2 mjeseca potom ili točnije 21. listopada 1520. godine Magellan uspijeva naći ulaz u prolaz koji od tada nosi njegovo ime. U početku on još uvijek ne zna da je uspio u svom pothvatu pa dijeli brodove u dvije grupacije radi bržeg istraživanja. Tijekom ove podjele brod San Antonio će 8. studenog 1520. godine dezertirati i vratiti se u Španjolsku. Bez obzira na to ostatak flote koju sada čine tri broda ulazi u ocean kojemu će dati ime Tihi 28. studenog 1520. godine.

### Tihi ocean
Po izlasku iz kanala Magellan usmjerava svoje brodove u smjeru sjeverozapada. Tijekom ovog putovanja koje će trajati do 6. ožujka 1521. godine posada će pojesti sve jestivo na brodu prije nego što dođe do prvog naseljenog otoka (u Marianskom otočju). Taj naseljeni otok Magellan imenuje Otok lopova pošto su tijekom prvog dana kada izmučeni Španjolci nisu mogli reagirati, lokalni stanovnici pokrali s brodova sve što se moglo. Oporavljena posada brodova je već sljedećeg dana uzela svoju osvetu kada je napala i opljačkala lokalno stanovništvo da se opskrbi nužno potrebnim namirnicama. Nastavljajući svoj put Magellan dolazi do malenog otoka na području Filipina gdje njegov prevoditelj s Malajskog (kojega ima s prvog putovanja u Aziju) napokon susreće ljude koji razumiju njegov jezik. Tim događajem taj "nevažni" prevoditelj imena Enrique postaje prvi čovjek koji je oplovio svijet. Napredujući tako među otocima od malenih do sve većih i politički važnijih Magellan stiže na otok Cebu koji se nalazi u središtu Filipina. Tamošnji lokalni radža nakon upozorenja muslimanskog trgovca na opasnost koju predstavljaju Portugalci (on ih je zamijenio za Portugalce) on ih dočekuje otvorenih ruku 7. travnja 1521. godine. Shvaćajući tehnološku nadmoć svojih posjetitelja radža Humabon čini sve da stvori savez s njima tako da i prelazi na kršćanstvo. Te slobodne ruke dane posjetiteljima koji su do tada gladovali i nisu vidjeli ženu duže od godinu dana stvara ubrzo nezadovoljstvo među lokalnim stanovništvom što rezultira pobunom lokalnog poglavice imena Lapu-Lapu otoka Mactan protiv Humabona. Kako bi dokazao korist od španjolskog prijateljstva Magellan se ponudio da će sa svojim ljudima ugušiti bunu što je bilo prihvaćeno. U bitci koja slijedi 27. travnja 1521. godine Magellan gine s još dva ili tri čovjeka. Iako je takav rezultat bitke bio katastrofa ono što slijedi postaje još gore. Umjesto da se Španjolci ponovno iskrcaju i napadnu poglavicu kako bi povratili čast svoje zemlje oni počinju pregovore o povratku tijela palog kapetana. Rezultat toga postaje odbijanje domorodaca da ga predaju i razočarenje radže Humabona u svoje nove saveznike, nakon čega će ih se on odreći.

### Nastavak ekspedicije
Po testamentu Magellanov prevoditelj i rob Enrike je trebao biti oslobođen nakon njegove smrti. Kako kapetani odbijaju izvršiti tu posljednju želju svog zapovjednika on se okreće radži Humabonu s kojim stvara plan za napad na Španjolce. To će se i dogoditi 1. svibnja 1521. godine kada u "izdajničkom" napadu biva ubijeno 30 članova posade zajedno s glavnim zapovjednicima. Nemajući dovoljno ljudi za upravljanje s 3 broda posada se odlučuje na spaljivanje Concepciona sljedeći dan. Od tada pa sve do studenog ovi brodovi bez svojih pilota će se izgubiti među indonezijskim otocima bez znanja kako da nastave svoj put. Najbolji dokaz ovog lutanja nam postaje čak 6 potrebnih mjeseci da bi se stiglo od otoka Cebu do bogatih Maluških otoka između Nove Gvineje i Sulawesija. Tamo oni nalaze prijateljski nastrojenog sultana od Tidora s kojim počinju obostrano korisnu trgovinu. Tijekom tamošnjeg boravka se primijetilo da brod Trinidad propušta vodu u takvoj količini da se nije mogao spasiti bez velikih popravaka. Kako je jedini preostali brod bila malena Viktorija, niti približno se nije moglo na njega smjestiti sve mornare tako da kapetan Elcano ostavlja posadu Trinidada' da popravi svoj brod (i krenu potom preko Pacifika do američkih kolonija) dok će on s Viktorijom i teretom mirodija krenuti odmah u Europu. Na tom dugom putovanju on je veoma dobro znao da ne smije nigdje ponovno pristati radi hrane ili vode pošto bi Portugalci odmah zaplijenili brod zbog čega ga on tada puni hranom i vodom. Zadnja baza za opskrbu na ovome dugom putovanju postaje otok Timor 13. veljače 1522. godine nakon čega je naprijed bilo samo more. Već tijekom svibnja ove godine kada brod Viktorija prolazi Rt dobre nade na njemu se jede samo riža pošto ništa drugo nije preostalo. Tijekom ostatka puta posada je polagano počela umirati od skorbuta i gladi tako da kada se brod približio Zelenortskim otocima u vlasništvu Portugala Elcano donosi odluku da se tamo moraju opskrbiti hranom i vodom ili će svi umrijeti prije povratka kući. Da bi tako nešto bilo izvedivo on skida španjolske oznake broda i stavlja portugalske kako bi odglumio njihov brod koji je doživio nesreću. Ova prevara izvedena 9. srpnja 1522. godine u potpunosti uspjeva tako da je brod dobio nužno, a istovremeno iskrcao 13 teško bolesnih članova posade. Prije nego što je prevara otkrivena brod je krenuo prema Španjolskoj gdje stiže 6. rujna 1522. godine završavajući tako Magellanov san o plovidbi oko svijeta. Doplovivši u Španjolsku, taj "morski vuk i ratnik" dobio je plemstvo i grb u obliku globusa na kojem je pisalo: "Primus circum dedisti" - Prvi si me oplovio.

### Magellanovo upravljanje
Danas se gotovo u svim knjigama navodi kako je 265 ljudi krenulo na putovanje, a vratilo ih se samo 17. Iako je to potpuna istina ona istovremeno podrazumjeva da su svi ostali tijekom ovog teškog putovanja preminuli što niti približno ne odgovara stvarnim događajima. Kao što smo vidjeli 13 ljudi je ostalo na Zelenortskim otocima (bili su zarobljeni), 51 njih je ostalo s brodom Trinidad i bilo zarobljeno također od Portugalaca. Ako uzmemo da se najveći brod s cjelokupnom posadom pobunio i vratio kući možemo dodati još 80 osoba koje su preživjele. Sveukupno pod Magellanovim rukovodstvom ova ekspedicija je imala minimalne gubitke koji su se nakon njegove smrti počeli naglo gomilati što više nego išta drugo pokazuje njegove sposobnosti.
U kontaktu s domorocima on je ipak bio gotovo identičan drugim španjolskim osvajačima. Na području Brazila gdje mu je bilo zabranjeno činiti zločine on održava strogu disciplinu među ljudima pri kontaktu s domorocima. Ta kontrola brzo nestaje u drugim dijelovima svijeta gdje njegova "rulja" uzima sve što želi bez da im se on odlučno suprotstavi. Na području siromašne Patagonije on čak izdaje naređenje da se zarobi nekoliko lokalnih stanovnika da bi ih se odvelo u Španjolsku. Još gore scene nastaju na Otoku lopova gdje se vrše pljačkanje i paljenja domova. Taj način rada ga je na kraju stajao glave na otoku Mactan. Tamošnje lokalno stanovništvo je bilo uplašeno od Španjolaca tako su bježali od sukoba s njim. Tek kada je Magellan donio naređenje da im se spale kuće dolazi do bitke u kojoj će poginuti.

### Osobne žrtve
Prije odlaska na putovanje Magellan dobiva nasljednu titulu potkralja za sve zemlje koje će otkriti. Tu titulu na kraju nitko neće nositi. Njegova malena djeca će umrijeti prije njega, zajedno sa ženinim bratom koji je bio na putovanju s njim. S druge strane svi oni koji su ga izdali bivaju nagrađeni. Posada broda San Antonio koji je dezertirao dobiva od kralja čast otkrivača Magellanovog prolaza. Sam Elcano koji dovršava njegovo otplovljavanje svijeta i zbog toga biva slavljen iako je bio jedan od pomilovanih pobunjenika od travnja 1520. godine.

## Vanjske poveznice
|  | Zajednički poslužitelj ima stranicu o temi Ferdinand Magellan |